# Rullestadtjernet
Rullestadtjernet est un petit lac dans la municipalité de Nordre Follo dans le comté d'Akershus en Norvège.

## Description
Le lac Midsjøvannet se trouve dans le Sørmarka, zone forestière de l'Oslomarka, au nord-est de Ski.
Il reçoit l'eau du Nærevannet et s'écoule vers le Gjersjøen et le Bunnefjorden. L'eau est riche en nutriments avec une végétation marécageuse luxuriante et constitue un biotope important pour la sauvagine.

## Aire protégée
Avec les marais environnants, le lac a été protégé en tant que réserve naturelle en 1992. La réserve est utilisée comme zone d'enseignement pour les écoles environnantes, mais il y a une interdiction de circulation entre le 1er avril et le 30 septembre.